# Adstock (Quebec)
 Adstock es un municipio de la provincia de Quebec en Canadá. Está ubicado en el municipio regional de condado de Les Appalaches y a su vez, en la región administrativa de Chaudière-Appalaches. Hace parte de las circunscripciones electorales de Lotbinière-Frontenac a nivel provincial y de Mégantic−L'Érable a nivel federal.

## Geografía
Adstock se encuentra ubicada en las coordenadas 46°03′00″N 71°05′00″O / 46.05000, -71.08333. Según Statistique Canada, tiene una superficie total de 290,11 km² y es una de las 1134 localidades en las que está dividido administrativamente el territorio de la provincia de Quebec.

## Demografía
Según el censo de Canadá de 2011, había 2643 personas residiendo en este municipio con una densidad de población de 9,1 hab./km². Los datos del censo mostraron que de las 2678 personas censadas en 2006, en 2011 hubo una disminución poblacional de 35 habitantes (-1,3%). El número total de inmuebles particulares resultó de 1711 con una densidad de 5,9 inmuebles por km². El número total de viviendas particulares que se encontraban ocupadas por residentes habituales fue de 1122.